# Mistrzostwa Ameryki Południowej w Zapasach 1992
IV Mistrzostwa rozegrano w dniu 7 lutego 1992 w Pucón w Chile. 

## Tabela medalowa
Gospodarz zawodów został zaznaczony kolorem.
| Poz.  | Państwo  |   |   |   | Łącznie |
| ----- | -------- | - | - | - | ------- |
| 1.    | Peru     | 4 | 4 | 1 | 9       |
| 2.    | Chile    | 3 | 5 | 0 | 8       |
| 3.    | Brazylia | 2 | 0 | 1 | 3       |
| 4.    | Ekwador  | 0 | 0 | 4 | 4       |
| 5.    | Boliwia  | 0 | 0 | 2 | 2       |
| Razem | Razem    | 9 | 9 | 8 | 26      |

## Wyniki

### W stylu klasycznym
| Waga   | złoty                  | srebrny         | brązowy                      |
| ------ | ---------------------- | --------------- | ---------------------------- |
| 48 kg  | Andres Montoya         | Jorge Yllescas  | Carlos Moreira               |
| 52 kg  | Joël Basaldúa          | Francisco Ramos | Jorge Serrano                |
| 57 kg  | Jorge Gatica           | Luis Bazan      | Lessy Jeny Galarza           |
| 62 kg  | Enrique Cubas          | Ricardo Vega    | Fabio Gilmar Lino Villarroel |
| 68 kg  | Oscar Moncada          | Carlos Albrecht | Washington Perlaza           |
| 74 kg  | Antonioni Zavala       | Walter Carter   | Fredy Moreno                 |
| 82 kg  | Félix Isisola          | Jorge Ascui     | Juan Crespo                  |
| 90 kg  | Roberto C.Leitao Filho | Teobaldo Diaz   | Guillermo Alvan              |
| 100 kg | Franco Montoya         | Jose Galleria   | ----                         |